# 하인리히 오토 빌란트
하인리히 오토 빌란트(독일어: Heinrich Otto Wieland, 1877년 6월 4일 ~ 1957년 8월 5일)는 독일의 화학자이다. 1927년 담즙산 및 관련 물질의 조성에 관한 연구로 노벨 화학상을 받았다.

## 같이 보기
- 담즙산